# How I Met Your Mother (9.ª temporada)
A nona e última temporada do sitcom americano How I Met Your Mother estreou na CBS em 23 de setembro de 2013, com dois episódios e concluído em 31 de março de 2014. O programa foi renovado para a temporada final, em 21 de dezembro de 2012, depois que o membro do elenco Jason Segel mudou sua decisão de deixar o programa após a 8.ª temporada. Cristin Milioti, que foi revelado como "A Mãe" no final da 8.ª temporada, foi promovida ao elenco regular, a única vez que How I Met Your Mother adicionou um novo membro ao elenco.
Consiste em 24 episódios, cada um com aproximadamente 22 minutos de duração. A CBS transmitiu a quinta temporada nas noites de segunda-feira às 20:00 nos Estados Unidos. A nona temporada completa foi lançada no DVD da região 1 em 23 de setembro de 2014.
Acontecendo imediatamente após o término da temporada anterior, a 9ª temporada abrange os eventos de um único fim de semana que antecede o casamento de Barney e Robin. Durante o fim de semana, "A Mãe" é apresentada separadamente a Robin, Barney, Lily e Marshall, antes de finalmente conhecer Ted. A temporada também apresenta flashbacks e flashforwards frequentes, a fim de integrar totalmente o personagem da "Mãe" com o resto do elenco. Thomas disse em uma entrevista que a 9ª temporada é como "o Velho Oeste - tudo pode acontecer".

## Sinopse
Com exceção do último episódio, a totalidade da nona temporada ocorre nas 56 horas que antecederam o casamento de Barney e Robin.
Marshall, que está preso em Minnesota, tenta desesperadamente encontrar uma maneira de chegar ao casamento a tempo. Enquanto isso, em Farhampton, o tempo está lentamente contando até o casamento, com um novo problema que surgem em quase todos os episódios. É revelado que Lily está grávida e que ela e Marshall terão uma filha. Também foi revelado que os filhos de Ted são nomeados Penny e Luke. Além disso, o episódio 200 detalhou os oito anos vividos por Tracy (a Mãe) antes de conhecer Ted, enquanto os episódios posteriores dão aos espectadores um vislumbre de Ted e de Tracy juntos em cenas de flash forward. Além disso, Marshall usa suas últimas duas bofetadas da aposta da bofetada; O primeiro sendo usado como um presente de desculpas por falta de jantar de ensaio, e o segundo quando Barney começa a entrar em pânico pouco antes do início da cerimônia de casamento.
No final da série, foi revelado que após três anos de casamento, Barney e Robin decidem se divorciar. Barney acaba se tornando pai de uma criança concebida através de uma ficada de uma noite. Marshall eventualmente se torna um juiz, e ele e Lily têm três filhos. A esposa de Ted, Tracy, morre de uma doença desconhecida em 2024, seis anos antes de Ted contar aos filhos a história completa de como eles se conheceram. Ao terminar a história, com a insistência de seus filhos, Ted decide pedir para Robin um encontro. Aludindo à primeira temporada, o final termina com Robin olhando pela janela do apartamento para ver um Ted na rua segurando a trombeta azul.

## Produção

### Casting
A nona temporada apresenta um elenco de seis atores que recebem faturamento de estrelas. Josh Radnor, Jason Segel, Cobie Smulders, Neil Patrick Harris e Alyson Hannigan reprisam seus papéis nesta temporada. Cristin Milioti, que foi revelada como "A Mãe" no final da 8.ª temporada, foi promovida ao elenco regular, a primeira da série.
How I Met Your Mother foi programado inicialmente para oito temporadas depois que a CBS ordenou uma sétima e oitava temporada em 2011. O programa ganhou um ressurgimento nas classificações durante a sétima temporada, e a CBS começou a discutir a possibilidade de encomendar uma nona temporada. Em 2012, a "Deadline Hollywood" relatou que a CBS, 20th Century Fox e todos os membros regulares do elenco, exceto Segel, queriam continuar com a nona temporada. Segel inicialmente queria se concentrar em sua carreira no cinema, deixando incerto o destino de uma nona temporada. O co-criador Carter Bays observou que as negociações eram estressantes, com muitos "roedores de unhas brancas", mas afirmou que estava "confiante de que tudo daria certo". Craig Thomas observou a flexibilidade da agenda de filmagens do programa, dizendo: "Sempre fizemos todo o humanamente possível para permitir que [os atores] fizessem outras coisas". Segel finalmente decidiu assinar a temporada final, e a 9ª temporada foi anunciada em 21 de dezembro de 2012. Thomas e Bays ficaram aliviados por ter sido alcançado um acordo para mais uma temporada, temendo que ter que encerrar o programa na 8ª temporada tivesse sido "apressado" e "decepcionante".

Era um guarda-chuva muito grande para preencher, e mesmo assim Cristin [Milioti] é, contra todas as probabilidades, exatamente o que estávamos procurando. Ela nos fez rir em 30 Rock, nos fez desmaiar em Once, e suas habilidades com o ukulele não são brincadeira. Estamos muito felizes em recebê-la na família How I Met Your Mother, e estamos ansiosos para conhecê-la - e o personagem que ela interpreta - muito melhor na próxima temporada final.

— Carter Bays
Bays e Thomas foram apresentados a Milioti pela primeira vez como uma possibilidade de interpretar "A Mãe" através da diretora de elenco Marisa Ross. A redução do número de candidatos a três atrizes no início permitiu que o departamento de elenco evitasse uma chamada de elenco divulgada para "A Mãe". Milioti foi de avião para Los Angeles para fazer um "teste de química" na câmera com Radnor como parte de sua audição. Harris, que é fã da Broadway e a reconheceu no trailer de maquiagem, deu um abraço em Milioti e exclamou "Você é a mãe!" antes de ela ser escalada. Milioti foi escolhida em parte porque sua história musical e tempo na Broadway, incluindo sua performance em Once, lhe permitiram desempenhar o papel da "Mãe", uma música, de forma mais convincente. Bays e Thomas queriam evitar escalar alguém conhecido, temendo que os preconceitos do público de uma atriz famosa pudessem se espalhar em sua atuação no papel. A adição de Milioti ao elenco foi bem recebido pelos críticos, muitos dos quais elogiaram o programa por resistir ao desejo de mostrar um rosto familiar e, em vez disso, optar por um desconhecido. Bill Kuchman, da TV.com, observou que, como "Milioti é uma tela em branco para muitos de nós", ela tem a "liberdade de criar um personagem de [...], livre do ônus de ser comparado ao seu trabalho anterior".
Quando perguntado na Comic-Con sobre estrelas convidadas, Bays revelou que: "Se há alguém que amamos ao longo da série, há uma boa chance de que eles voltem [para a temporada final]". Entre os convidados que retornam estão Wayne Brady e John Lithgow como irmão e pai de Barney, respectivamente, e Ellen D. Williams como Patrice, colega de Robin.
Também reprisam seus papéis como filha e filho adolescente de Ted em "O ano de 2030": Lyndsy Fonseca e David Henrie. Para a maior parte da série, foram utilizadas cenas de Fonseca e Henrie mais jovens, gravadas na primeira temporada da série, para melhor refletir as crianças que não envelhecem enquanto ouvem o pai contar sua história. As cenas das crianças incluíram um momento importante filmado antes do início da produção da segunda temporada;  essa cena, de acordo com Bays e Thomas, serviu como o clímax da história de Ted de como ele e a mãe das crianças se conheceram. O clímax foi filmado em um cenário fechado para todos, exceto Bays, Thomas, o operador de câmera, e Fonseca e Henrie, que assinaram acordos de confidencialidade. Fonseca afirma que havia esquecido os detalhes da cena nos anos desde as filmagens, enquanto Henrie afirma: "Eu me lembro. Acho que me lembro. Vamos ver."

### Promoção
Em fevereiro de 2013, Bays e Thomas provocaram que a 9ª temporada "será uma nova maneira de contar a história". A reação inicial à nova estrutura de contar histórias da 9ª temporada foi mista. Ethan Anderton de Screen Rant estava preocupado com o modo como "24 episódios de televisão serão criados a partir de apenas três dias", e Alan Sepinwall de HitFix ficou exasperado com o fato de, depois de oito temporadas, "Eles realmente esticarem o fim de semana do casamento de Robin e Barney durante toda a temporada final", embora ele tenha expressado mais otimismo após o painel da San Diego Comic-Con da temporada final.
O elenco e a equipe de How I Met Your Mother sediou um painel na Comic-Con de 2013 pela primeira vez na história do programa para promover a 9ª temporada. O painel lançou um trailer com os filhos de Ted como adultos, ainda ouvindo Ted contar sua história anos a partir de quando ele começou. Irritados por terem passado anos ouvindo, eles insistem para que Ted termine sua história para que possam sair. O painel respondeu a perguntas dos fãs e divulgou alguns spoilers da trama planejados para a temporada.
Bays estava entusiasmado com a trajetória da temporada, dizendo que "nunca estivemos em um lugar onde é julho e planejamos a temporada inteira, mas temos este ano porque há muita coisa emocionante".

## Elenco e personagens
| - Josh Radnor como Ted Mosby - Jason Segel como Marshall Eriksen - Cobie Smulders como Robin Scherbatsky - Neil Patrick Harris como Barney Stinson - Cristin Milioti como The Mother/Tracy McConnell - Alyson Hannigan como Lily Aldrin - Bob Saget (não creditado) como futuro Ted Mosby (apenas voz) - Lyndsy Fonseca como Penny Mosby - David Henrie como Luke Mosby - Robert Belushi como Linus - Sherri Shepherd como Daphne - Wayne Brady como James Stinson - Marshall Manesh como Ranjit - William Zabka como ele mesmo - Roger Bart como Curtis - Tim Gunn como ele mesmo/Alfaiate pessoal de Barney - Frances Conroy como Loretta Stinson - Joe Nieves como Carl MacLaren - Ellen D. Williams como Patrice | - Tracey Ullman como Genevieve Scherbatsky - Cristine Rose como Virginia Mosby - Anna Camp como Cassie - Andrew Rannells como Darren - Suzie Plakson como Judy Eriksen - Abby Elliott como Jeanette Peterson - Lou Ferrigno Jr. como Louis - Ray Wise como Robin Scherbatsky, Sr. - John Lithgow como Jerome Whittaker - Ben Vereen como Sam Gibbs - Taran Killam como Gary Blauman - Rhys Darby como Hamish - Virginia Williams como Claudia - Matt Boren como Stuart - Harry Groener como Clint - Lin-Manuel Miranda como Gus - Bryan Cranston como Hammond Druthers - Jon Heder como Narshall - James Van Der Beek como Simon Tremblay - Stacy Keibler como Karina - Nazanin Boniadi como Nora | - April Bowlby como Meg - Katie Walder como Shannon - Eva Amurri como Shelly - Mark Derwin como Greg - Rachel Bilson como Cindy - Alan Thicke como ele mesmo - Adam Paul como Mitch - Sarah Chalke como Stella Zinman - Ashley Williams como Victoria - Bill Fagerbakke como Marvin Eriksen Sr. - Chris Kattan como ele mesmo/Jed Mosely - Lucy Hale como Katie Scherbatsky - Chris Elliott como Mickey Aldrin - Kyle MacLachlan como The Captain - Laura Bell Bundy como Becky - Jennifer Morrison como Zoey Pierson - Kal Penn como Kevin Venkataraghavan - Alexis Denisof como Sandy Rivers - David Burtka como Scooter - Jorge Garcia como Steve "The Blitz" Henry - Abigail Spencer como Blahblah/Carol - Jai Rodriguez como Tom |

## Episódios
| N.º na série | N.º na temp. | Título                                      | Dirigido por  | Escrito por                   | Exibição original       | Cód. de produção | Audiência (milhões) |
| --- | ------------ | ------------------------------------------- | ------------- | ----------------------------- | ----------------------- | ---------------- | ------------------- |
| 185 | 1            | "The Locket"                                | Pamela Fryman | Carter Bays e Craig Thomas    | 23 de setembro de 2013  | 9ALH01           | 9,40                |
| Sexta-feira às 11:00 (55 horas antes do casamento): Depois que Ted dirige muito devagar pela estrada, Lily fica brava e decide pegar o trem para Farhampton, sendo a primeira a conhecer "A Mãe". Durante a viagem, Lily descobre que Ted dará a Robin o medalhão que Robin precisava saber se ela deveria se casar ou não e que Robin estava procurando no parque. Enquanto isso, Barney e Robin descobrem, durante a viagem, uma conexão que indica que eles podem ser familiares; e Marshall teme que Lily veja uma foto que sua mãe publicou na Internet sobre Marvin e na qual ela menciona que Marshall é um juiz. Ainda assim, Marshall encontra uma mulher desagradável chamada Daphne e perde o voo para Nova York, que foi o último durante todo o fim de semana. |              |                                             |               |                               |                         |                  |                     |
| 186 | 2            | "Coming Back"                               | Pamela Fryman | Carter Bays e Craig Thomas    | 23 de setembro de 2013  | 9ALH02           | 9,40                |
| Sexta-feira às 12:00 (54 horas antes do casamento): Marshall procura uma maneira de chegar a Nova York e acaba fazendo um acordo com Daphne para irem juntos em um carro alugado. Enquanto isso, Robin descobre que o irmão de Barney, James, está no meio de um divórcio e se preocupa que Barney não queira se casar, porque o casamento de James e Tom foi o único exemplo de casamento que o fez acreditar no amor. Por outro lado, Ted se preocupa em ficar sozinho em um hotel romântico como o Farhampton e Lily conhece Linus, um garçom que faz com que ela sempre tenha um copo cheio na mão. |              |                                             |               |                               |                         |                  |                     |
| 187 | 3            | "Last Time in New York"                     | Pamela Fryman | Craig Gerard e Matthew Zinman | 30 de setembro de 2013  | 9ALH04           | 7,87                |
| Sexta-feira às 14:00 (52 horas antes do casamento): Quando Lily descobre que Ted tem uma lista de coisas a fazer uma última vez antes de deixar Nova York, ela fica frustrada por ser a única a saber que está indo para Chicago. Barney e Robin, por outro lado, procuram tempo sozinhos enquanto os membros da família chegam e os mantêm ocupados com perguntas e histórias. |              |                                             |               |                               |                         |                  |                     |
| 188 | 4            | "The Broken Code"                           | Pamela Fryman | Matt Kuhn                     | 7 de outubro de 2013    | 9ALH03           | 7,53                |
| Sexta-feira às 15:00 (51 horas antes do casamento): Barney fica irritado com Ted quando ele acha que ainda tem sentimentos por Robin, então ambos colocam Marshall como juiz no Skype. Enquanto isso, Lily percebe que ela é a única amiga de Robin, e ela está preocupada com o que vai acontecer quando ela for para Roma, então ela decide encontrar uma amiga para Robin. |              |                                             |               |                               |                         |                  |                     |
| 189 | 5            | "The Poker Game"                            | Pamela Fryman | Dan Gregor e Doug Mand        | 14 de outubro de 2013   | 9ALH05           | 7,98                |
| Sexta-feira às 18:00 (49 horas antes do casamento): Quando Robin e Loretta brigam, Barney é forçado a ficar do lado de alguém e Lily o aconselha a ficar do lado de Robin porque, segundo ela, uma "esposa feliz é igual à vida feliz". Enquanto isso, Ted e Marshall discutem sobre presentes de casamento quando Marshall e Lily acreditam que Ted não lhes deu nada como presente de casamento e Ted fica chateado por não terem enviado notas de agradecimento. |              |                                             |               |                               |                         |                  |                     |
| 190 | 6            | "Knight Vision"                             | Pamela Fryman | Chris Harris                  | 21 de outubro de 2013   | 9ALH07           | 7,64                |
| Sexta-feira às 21:00 (46 horas antes do casamento): Ted tenta escolher, entre as convidadas solteiros, uma companhia para o casamento, mas escolhe mal, uma garota problemática chamada Cassie. Enquanto isso, Barney e Robin têm problemas com o ministrante quando ele descobre que eles roubaram a história de Lily e Marshall sobre como eles se conheceram; e Marshall tenta se dar bem com sua companheira de viagem, Daphne. |              |                                             |               |                               |                         |                  |                     |
| 191 | 7            | "No Questions Asked"                        | Pamela Fryman | Stephen Lloyd                 | 28 de outubro de 2013   | 9ALH06           | 7,63                |
| Sexta-feira às 23:30 (42 horas e meia antes do casamento): Em uma discussão, Daphne envia uma mensagem para Lily do telefone de Marshall dizendo que ele será um juíz, e Marshall pede ajuda aos meninos para apagar a mensagem "sem fazer perguntas". Enquanto Ted, Robin e Barney tentam roubar o telefone de Lily com ideias absurdas, Lily acredita que a sala é assombrada pelo espírito de um pirata chamado The Hooker. No final, Ted pede a Lily para quebrar o telefone "sem perguntas" e Marshall liga diretamente para ela para dizer a verdade. |              |                                             |               |                               |                         |                  |                     |
| 192 | 8            | "The Lighthouse"                            | Pamela Fryman | Rachel Axler                  | 4 de novembro de 2013   | 9ALH08           | 8,67                |
| Sábado às 9:00 (33 horas antes do casamento): Quando a discussão de Robin e Loretta piora, Barney se vê no meio de ambas e tenta resolvê-lo. Robin então descobre que sua mãe não vai ao casamento e faz uma trégua com Loretta depois de dizer que ela não pode ter filhos. Por outro lado, Ted leva Cassie a um farol muito romântico perto de Farhampton, com maus conselhos de Lily, que está chateada após a revelação de Marshall. Marshall, ainda na estrada com Daphne, faz uma parada na casa da mãe de Ted e, na manhã seguinte, quando partem, Clint (padrasto de Ted) entra furtivamente no carro e segue viagem, até Marshall ficar bravo e o deixar no meio da estrada. |              |                                             |               |                               |                         |                  |                     |
| 193 | 9            | "Platonish"                                 | Pamela Fryman | George Sloan                  | 11 de novembro de 2013  | 9ALH10           | 8,08                |
| Sábado às 11:00 (31 horas antes do casamento): Os amigos tentam animar Robin porque sua mãe não comparecerá ao casamento, levando-os a se lembrar de um fato que aconteceu no outono de 2012. Nesse flashback, Marshall acredita que Ted ainda tem sentimentos por Robin, embora isso negue e diga que eles não são platônicos. Enquanto isso, no mesmo flashback, Robin e Lily desafiam Barney, e em um deles Barney conhece a mãe, que o faz ver a razão e o faz pensar em como voltar com Robin e em pedir que ela se case com ele. |              |                                             |               |                               |                         |                  |                     |
| 194 | 10           | "Mom and Dad"                               | Pamela Fryman | Carter Bays e Craig Thomas    | 18 de novembro de 2013  | 9ALH09           | 8,11                |
| Sábado às 15:00 (27 horas antes do casamento): Depois de perder o reverendo, James leva o pai para o casamento e diz que ele irá oficiar. Quando Jerôme, pai de Barney, chega, Barney acredita que ele e sua mãe Loretta estão apaixonados, mas descobre que James procura o mesmo com seu pai e sua mãe, levando a uma discussão. Enquanto isso, Barney atribui a Ted uma tarefa, guardar uma foto em uma foto, que acaba manchada de tinta, e que ele é acusado de ser responsável por destruir. Embora Lily acredite que Ted está alucinando, descobre-se que Billy Zabka foi quem fez isso. Por outro lado, Marshall e Daphne finalmente chegam a Nova York e param na escola da filha de Daphne, onde ela participará de uma cúpula climática do ensino médio. |              |                                             |               |                               |                         |                  |                     |
| 195 | 11           | "Bedtime Stories"                           | Pamela Fryman | Carter Bays e Craig Thomas    | 25 de novembro de 2013  | 9ALH12           | 7,64                |
| Sábado às 17:00 (25 horas antes do casamento): Enquanto estava em um ônibus a caminho do Farhampton Inn, Marshall conta três histórias rimadas a Marvin sobre seus amigos para que ele possa dormir. A primeira, sobre Ted e suas falhas de amor; o segundo sobre a reunião de Robin com o ex-namorado Simon; e a terceira, sobre o que Barney faz para poder dormir com garotas por toda Nova York. |              |                                             |               |                               |                         |                  |                     |
| 196 | 12           | "The Rehearsal Dinner"                      | Pamela Fryman | Chuck Tatham                  | 2 de dezembro de 2013   | 9ALH11           | 8,04                |
| Sábado às 20:00 (22 horas antes do casamento): Robin e Barney ficam presos em uma Laser Tag quando Barney é preso porque ele acreditava que Robin iria organizar um jantar de ensaio surpresa para ele lá, exatamente como ele queria alguns meses atrás, mas Robin tenta explicar que não haverá jantar de ensaio lá. Enquanto isso, Ted acredita que Lily não sabe guardar segredo e Lily confessa a Ted e Robin que Marshall será um juiz e eles não poderão ir para a Itália. No final, Robin recebe uma grande surpresa. |              |                                             |               |                               |                         |                  |                     |
| 197 | 13           | "Bass Player Wanted"                        | Pamela Fryman | Carter Bays e Craig Thomas    | 16 de dezembro de 2013  | 9ALH13           | 7,71                |
| Sábado às 22:00 (20 horas antes do casamento): quando o ônibus para a 10 quilômetros do hotel, Marshall decide fazer o resto do caminho até o Farhampton Inn a pé. No caminho, a "Mãe" o encontra e decide dar carona. A mãe explica a Marshall que o cantor da banda em que ela toca tende a causar problemas entre as pessoas onde ele toca e, ao mesmo tempo, Darren (o cantor) começa a extrair segredos do grupo para fazê-los discutir, assim ele fez com Robin e Lily e Barney e Ted. No final, todos se reúnem e Ted bate no rosto do cantor, então "A Mãe" paga um drinque a ele sem ao menos conhecê-lo. Marshall e Lily se reencontram e fazem uma pausa para discutirem mais tarde. |              |                                             |               |                               |                         |                  |                     |
| 198 | 14           | "Slapsgiving 3: Slappointment in Slapmarra" | Pamela Fryman | Carter Bays e Craig Thomas    | 13 de janeiro de 2014   | 9ALH15           | 8,59                |
| Domingo às 01:00 (17 horas antes do casamento): Marshall, em sua tentativa de dar um tapa devastador, explica como chegou a dominar "o tapa explosivo de um milhão de sóis" por supostos flashbacks do que aconteceu durante sua preparação. |              |                                             |               |                               |                         |                  |                     |
| 199 | 15           | "Unpause"                                   | Pamela Fryman | Chris Harris                  | 20 de janeiro de 2014   | 9ALH14           | 8,83                |
| Domingo às 2:00 (16 horas antes do casamento): Lily e Marshall voltam a brigar. Marshall repreende Lily por sua partida, há 7 anos, para São Francisco, para perseguir seu sonho, o que deixa Lily com a necessidade de sair e chamar alguém para buscá-la. Por outro lado, Barney fica tão bêbado que Robin e Ted aproveitam o fato de que ele responde honestamente a tudo o que eles pedem, incluindo com o que ele trabalha. |              |                                             |               |                               |                         |                  |                     |
| 200 | 16           | "How Your Mother Met Me"                    | Pamela Fryman | Carter Bays e Craig Thomas    | 27 de janeiro de 2014   | 9ALH16           | 10,81               |
| No MacLaren's Pub, em setembro de 2005, uma mulher passa por Ted e Barney enquanto se preparam para outra rodada de "Você conhece Ted?", E logo sai. Acontece que a mulher, Kelly, foi ao pub errado do MacLaren e pegou um táxi para o outro MacLaren no lado leste da cidade para se juntar a "A Mãe" (sua colega de quarto) em seu aniversário de 21 anos. Ela aguarda a chegada de seu namorado Max apenas para receber uma ligação informando sua morte. Após o funeral, ela volta ao apartamento para abrir o que era seu presente de aniversário - um ukulele. No dia de São Patrício, três anos depois, Kelly incentiva "A Mãe" a sair novamente, levando-a ao mesmo bar onde Ted e Barney estão festejando. Lá, as duas mulheres encontram com Mitch, seu ex-instrutor de orquestra. Inspirada por seu trabalho, "A Mãe" oferece a Mitch seu violoncelo e eles vão para o apartamento dela para buscá-lo e quando "A Mãe" vai buscar o violoncelo, Mitch faz "The Naked Man" (O cara peladão). Embora ela esteja chateada com isso, ela lembra que deixou o guarda-chuva amarelo no bar e vai correndo procurá-lo, deixando Kelly sozinha para fazer sexo com Mitch. Irritada ao ver que uma "pessoa muito imprudente" (Ted) pegou seu guarda-chuva, ela expressa seu desejo de acabar com a pobreza fazendo aulas de economia na universidade. No outono de 2009, "A Mãe" se senta para sua primeira aula em Economia 305 e conhece Cindy, que se oferece para morar com ela como colega de quarto. Ted entrar na sala de aula e diz que ali era Introdução à arquitetura, então ela acha que está na sala de aula errada e sai, mas volta depois de ver Ted correndo para sua sala de aula real. Alguns meses depois, ela recupera o guarda-chuva. Cindy conta que terminou com o "professor de arquitetura" porque ele escolheu as coisas da "Mãe", que estavam no quarto de Cindy, e viu que eles eram mais compatíveis. Algum tempo depois, um homem chamado Darren se aproxima da "Mãe", entra em sua banda e, pouco a pouco, assume o controle. Uma noite, ela conhece Louis e ele a ajuda com o equipamento, mas mais tarde no pub MacLaren, ela diz a ele que ainda não está pronta para namorar após sua perda. Louis pede que ela ligue para ele se ela mudar de ideia e sai sozinha antes de aparecer Ted, Barney e Lily. Louis e "A Mãe" começam a namorar pouco tempo depois, mas na verdade não são uma combinação perfeita. Quando o casamento de Robin e Barney se aproxima, sua banda acaba sendo reservada para o casamento; levando-a a ficar na casa de verão de Louis, não muito longe da Farhampton Inn. Em um flashforward na véspera do casamento, "A Mãe" descobre que Darren pretende substituí-la por outro baixista e vai para a pousada para confrontá-lo, eventualmente dando carona a Marshall e Marvin. Depois de ver Darren receber a justiça vindo de Ted, ela volta para a casa de Louis, onde ele propõe casamento a ela, forçando-a a sair para pensar sobre isso. Ela começa a conversar com Max e pede permissão para continuar sua vida. Interpretando uma rajada de vento como resposta de Max, "A Mãe" oferece-lhe um último adeus e rejeita a proposta de Louis, depois se registra como hóspede no Farhampton Inn. Domingo às 3:00 (15 horas antes do casamento): Ted ouve "A Mãe" cantar "La vie en rose" no quarto ao lado com o ukulele que Max deu à mãe em 2005. Quando Ted vai dormir, descobre que Barney não está no quarto com ele. |              |                                             |               |                               |                         |                  |                     |
| 201 | 17           | "Sunrise"                                   | Pamela Fryman | Carter Bays e Craig Thomas    | 3 de fevereiro de 2014  | 9ALH18           | 9,98                |
| Domingo às 5:00 (13 horas antes do casamento): Ted procura um Barney bêbado, e se junta a Robin, os dois vão passear na praia, onde Ted explica através de flashbacks que ele está tentando esquecer Robin. Por outro lado, Marshall imagina Lily discutindo com ele e, assim, descobrir como vencer a briga; e Barney tenta transmitir seu conhecimento de solteiro a dois jovens desconhecidos, explicando como viver. |              |                                             |               |                               |                         |                  |                     |
| 202 | 18           | "Rally"                                     | Pamela Fryman | Carter Bays e Craig Thomas    | 24 de fevereiro de 2014 | 9ALH17           | 9,28                |
| Domingo às 8:00 (10 horas antes do casamento): Ted e Robin voltam de sua caminhada na praia e encontram um Barney desmaiado pelas bebidas que ele bebeu na noite anterior. Enquanto Ted e Marshall tentam fazer uma bebida para curar o porre, receita do próprio Barney, Lily e Robin tentam acordar Barney para que ele possa dizer qual é o ingrediente final. |              |                                             |               |                               |                         |                  |                     |
| 203 | 19           | "Vesuvius"                                  | Pamela Fryman | Barbara Adler                 | 3 de março de 2014      | 9ALH19           | 9,11                |
| Domingo às 10:00 (8 horas antes do casamento): Lily e Robin discutem enquanto Barney não consegue decidir sobre o terno que será usado no casamento. Enquanto isso, o grupo assiste "The Wedding Bride 2", um filme que Ted os proibiu de assistirem. |              |                                             |               |                               |                         |                  |                     |
| 204 | 20           | "Daisy"                                     | Pamela Fryman | Carter Bays e Craig Thomas    | 10 de março de 2014     | 9ALH20           | 7,70                |
| Domingo às 14:00 (4 horas antes do casamento): Marshall força Ted e Barney a ajudá-lo a descobrir para onde Lily foi depois que eles discutiram sua viagem à Itália, o que os leva a uma casa de campo onde "O Capitão" está hospedado e eles descobrem que Lily está grávida. |              |                                             |               |                               |                         |                  |                     |
| 205 | 21           | "Gary Blauman"                              | Pamela Fryman | Kourtney Kang                 | 17 de março de 2014     | 9ALH22           | 7,78                |
| Domingo às 15:00 (3 horas antes do casamento): Quando Gary Blauman aparece para o casamento, o grupo tenta descobrir se deve expulsá-lo ou deixá-lo entrar, cada um lembrando-os do que aconteceu com ele. O episódio mostra como cada personagem se relacionou com ele. |              |                                             |               |                               |                         |                  |                     |
| 206 | 22           | "The End of the Aisle"                      | Pamela Fryman | Carter Bays e Craig Thomas    | 24 de março de 2014     | 9ALH21           | 9,04                |
| Domingo às 17:28 (32 minutos antes do casamento): Meia hora antes do casamento, Barney tem problemas para escrever seus votos de casamento, Ted tenta convencer Robin a não fugir, e Marshall e Lily renovam seus votos na igreja antes de todos os convidados chegarem. No final, Robin se encontra com a mãe e ela a faz refletir que seu casamento com Barney é a coisa certa a fazer, e depois de todo o fim de semana cheio de emoção, os dois finalmente se casam. |              |                                             |               |                               |                         |                  |                     |
| 207 208 | 23 24        | "Last Forever"                              | Pamela Fryman | Carter Bays e Craig Thomas    | 31 de março de 2014     | 9ALH23 9ALH24    | 13,13               |
| Durante o casamento, Robin e Barney estão dançando quando Barney vê "A Mãe" tocando baixo e pergunta se ele ainda está namorando alguém, para o qual ela responde que não e rapidamente vai a Ted para jogar "Você conhece Ted?", mas Ted avisa que é hora de ele voltar para casa e ir para Chicago no dia seguinte, então o grupo vai se despedir. Um tempo depois, Ted está na estação de Farhampton contando a história para a mulher ao lado dele e, naquele momento, a mulher diz a ele que uma garota com um guarda-chuva amarelo está ao lado deles, mas Ted diz a ela que não há motivo para conhecê-la porque em 20 horas ele estará em Chicago. A partir daqui, vários flashforward acontecem. Em Farhampton, Ted decide finalmente falar com "A Mãe", graças ao conselho da mulher da estação. Está chovendo e Ted fala com a mãe, apresentando-se como o padrinho do casamento, e ela diz que sabe quem ele é, mas que ela se lembra dele da classe Econ 305. Então, Ted diz que aquele guarda-chuva amarelo é o seu, mas "A Mãe" diz que não, então Ted diz que ele ainda tem as iniciais TM gravadas, mas ela diz que as iniciais são de Tracy McConell. Os dois conversam sobre o tempo que Tracy o perdeu em um bar no dia de São Patrício em 2008 e como Ted o encontrou, apenas para perdê-lo na casa de Cindy, ex-colega de quarto de Tracy. |              |                                             |               |                               |                         |                  |                     |

## Recepção

### Resposta da crítica
A nona temporada de How I Met Your Mother recebeu críticas principalmente positivas dos críticos, obtendo uma recepção melhor do que a temporada anterior. O site de agregação de críticas Rotten Tomatoes deu uma classificação de 80% para a temporada, com uma classificação média de 7,3/10, com base em 10 avaliações.
No final da temporada, Max Nicholson, da IGN, deu uma crítica negativa à temporada, escrevendo: "Muitos fãs de How I Met Your Mother se sentiram traídos depois de assistir o final da série — e compreensivelmente, [...] a 9ª temporada passou 22 de seus 24 episódios construindo um casamento que era basicamente sem sentido. Em retrospecto, quase qualquer outro arco teria criado uma base melhor para a 9ª temporada, incluindo o final da série. No final, histórias desequilibradas, falta de foco e desvios sem graça levaram à eventual queda do programa."
Adam Vitcavage, da Paste Magazine, deu à temporada uma crítica média, dizendo que "Nada foi engraçado demais, mas foi uma combinação perfeita de risadas e bons momentos que realmente compensam todos os episódios sem brilho das últimas temporadas."
Gareth Mitchell, do "House of Geekery", respondeu negativamente, criticando principalmente a estrutura da temporada, afirmando que eles estão "lutando para apresentar histórias que duram 22 minutos".

### Resposta dos fãs
Muitos fãs acharam o final da série um tanto "amargo", tendo lados positivos para uns e negativos para outros com alguns dizendo que o episódio só poderia ser uma piada de 1º de abril, porque foi ao ar em 31 de março. Alguns fãs do programa pediram à CBS que contratasse os criadores do programa por meio de uma petição change.org para reescrever e refazer o final. Em 2 de abril de 2014, a petição recebeu mais de 5.000 assinaturas. Em 5 de abril de 2014, Carter Bays anunciou no Twitter que um final alternativo, do mesmo material filmado, seria incluído no DVD da 9ª Temporada.
Uma conclusão alternativa omite a história da doença. Ted e Tracy são mostrados em reunião na plataforma do trem. A cena termina com o trem que aparece na frente do casal e o guarda-chuva amarelo que flutua através da estrada. Ambos os dois finais terminam com créditos visuais.

## Lançamento em DVD
| How I Met Your Mother - The Ninth and Legendary Final Season. The Rest Of Your Life Edition              | | | | | | | | |
| Detalhes do conjunto                                                                                     | Detalhes do conjunto                                                                                     | Detalhes do conjunto                                                                                     | Detalhes do conjunto                                                                                     | Características especiais | Características especiais | Características especiais | Características especiais | Características especiais |
| - 24 Episódios - 3 Discos - Inglês (Dolby Digital 5.1 Surround) - Legendas em inglês, espanhol e francês | - 24 Episódios - 3 Discos - Inglês (Dolby Digital 5.1 Surround) - Legendas em inglês, espanhol e francês | - 24 Episódios - 3 Discos - Inglês (Dolby Digital 5.1 Surround) - Legendas em inglês, espanhol e francês | - 24 Episódios - 3 Discos - Inglês (Dolby Digital 5.1 Surround) - Legendas em inglês, espanhol e francês | - cenas deletadas - comentário do episódio "The Locket" - comentário do episódio "The Rehearsal Dinner" - comentário do episódio "How Your Mother Met Me" - final alternativo do episódio final "Last Forever" - How It All Ends - Como tudo termina - audição de Cristin Milioti - bastidores do episódio "Gary Blauman" - Gag Reel | - cenas deletadas - comentário do episódio "The Locket" - comentário do episódio "The Rehearsal Dinner" - comentário do episódio "How Your Mother Met Me" - final alternativo do episódio final "Last Forever" - How It All Ends - Como tudo termina - audição de Cristin Milioti - bastidores do episódio "Gary Blauman" - Gag Reel | - cenas deletadas - comentário do episódio "The Locket" - comentário do episódio "The Rehearsal Dinner" - comentário do episódio "How Your Mother Met Me" - final alternativo do episódio final "Last Forever" - How It All Ends - Como tudo termina - audição de Cristin Milioti - bastidores do episódio "Gary Blauman" - Gag Reel | - cenas deletadas - comentário do episódio "The Locket" - comentário do episódio "The Rehearsal Dinner" - comentário do episódio "How Your Mother Met Me" - final alternativo do episódio final "Last Forever" - How It All Ends - Como tudo termina - audição de Cristin Milioti - bastidores do episódio "Gary Blauman" - Gag Reel | - cenas deletadas - comentário do episódio "The Locket" - comentário do episódio "The Rehearsal Dinner" - comentário do episódio "How Your Mother Met Me" - final alternativo do episódio final "Last Forever" - How It All Ends - Como tudo termina - audição de Cristin Milioti - bastidores do episódio "Gary Blauman" - Gag Reel |
| Data de lançamento                                                                                       | | | | | | | | |
| Região 1                                                                                                 | Região 1                                                                                                 | Região 1                                                                                                 | Região 2                                                                                                 | Região 2 | Região 2 | Região 4 | Região 4 | Região 4 |
| 23 de setembro de 2014                                                                                   | 23 de setembro de 2014                                                                                   | 23 de setembro de 2014                                                                                   | 13 de outubro de 2014                                                                                    | 13 de outubro de 2014 | 13 de outubro de 2014 | 22 de outubro de 2014 | 22 de outubro de 2014 | 22 de outubro de 2014 |